# Santiago Marín Vicuña
Santiago Marín Vicuña (La Serena, 28 de noviembre de 1871-Río Bueno, 16 de enero de 1936) fue un ingeniero chileno, experto en el área de los ferrocarriles y los transportes en general, y autor de obras y estudios en dicha área.

## Biografía
Nació en La Serena el 28 de noviembre de 1871, siendo hijo de Ventura Marín del Solar (descendiente de Francisco de Aguirre, fundador de la ciudad) y Carmen Vicuña Vicuña (descendiente de los políticos Francisco Ramón y Joaquín Vicuña Larraín).
En 1901 contrajo matrimonio con Isabel Correa Vergara (hija de Vicente Correa Albano y Agustina Vergara), con quien tuvo cinco hijos: César, Santiago, Ventura, Sergio y Carmen.
Estudió en el Liceo de Hombres de La Serena obteniendo un bachillerato en Humanidades, y en 1889 ingresó a estudiar Ingeniería en la Universidad de Chile, titulándose diez años después. Un año antes de su titulación, en 1898, ingresó al Ministerio de Obras Públicas como oficial supernumerario, jubilando en 1926. También tuvo a su cargo la construcción del tramo del ferrocarril Longitudinal Norte entre Choapa e Illapel.
En 1909 presentó la primera edición de su obra titulada Los ferrocarriles de Chile, consistente en un compendio de datos, estudios y estadísticas sobre los diversos sistemas ferroviarios existentes en el país hacia la fecha; dicho libro fue posteriormente reeditado en diversas ocasiones y recibió premios de la Facultad de Matemática de la Universidad de Chile y el Instituto Carnegie de Estados Unidos.
Si bien militaba en el Partido Liberal, nunca formó parte de algún cargo político, aunque su nombre fue propuesto para el Ministerio de Fomento durante el gobierno de Emiliano Figueroa Larraín.
En 1924 fue nombrado miembro del comité permanente del Ferrocarril Panamericano, proyecto que buscaba crear un sistema unificado de ferrocarriles en el continente. En 1929 formó parte del Comité Organizador del Tercer Congreso Sudamericano de Ferrocarriles que se realizó en Santiago en diciembre de ese año.
Falleció el 16 de enero de 1936 en las cercanías de la estación Ignao cuando el autocarril en el que viajaba chocó a las 16:00 con un vagón en un desvío de la vía férrea en esta estación.

## Obras publicadas
- Los ferrocarriles de Chile (1909)[5]
- Ferrocarriles internacionales (1914)[6]
- Los hermanos Clark (1929)[7]
- Los caminos de Chile: su desarrollo y su financiación (1930)[8]

## Literatura complementaria
- Figueroa, Virgilio (1931). El ingeniero Don Santiago Marín Vicuña: apuntes para una biografía. Establecimientos Gráficos "Balcells & Co". OCLC 55254664.